# Saint-Bonnet

Saint-Bonnet este o comună în departamentul Charente, Franța. În 1 ianuarie 2022 avea o populație de 407 de locuitori.